# 2829 Bobhope
2829 Bobhope eller 1948 PK är en asteroid i huvudbältet som upptäcktes den 9 augusti 1948 av den sydafrikanske astronomen E. L. Johnson i Johannesburg. Den har fått sitt namn efter skådespelaren och komikern Bob Hope.
Asteroiden har en diameter på ungefär 41 kilometer och den tillhör asteroidgruppen Meliboea.